# Nakayama Yuta
Nakayama Yuta (中山 雄太 (Trung Sơn Hùng Thái) Nakayama Yūta, sinh ngày 16 tháng 2 năm 1997 ở Ibaraki, Nhật Bản) là một cầu thủ bóng đá người Nhật Bản kể từ năm 2015 thi đấu ở vị trí hậu vệ cho Huddersfield Town.

## Sự nghiệp

### Kashiwa Reysol
Nakayama ra mắt chính thức cho Kashiwa Reysol ở J. League Division 1, Giải vô địch bóng đá các câu lạc bộ châu Á ngày 6 tháng 5 năm 2015 trước câu lạc bộ Việt Nam Bình Dương ở Sân vận động Gò Đậu ở Thủ Dầu Một, Việt Nam. Anh ra sân từ đầu và thi đấu hết trận và nhận một thẻ vàng vào phút thứ 83. Nakayama và câu lạc bộ của anh nhận thất bại 1-0.

### Đội tuyển bóng đá quốc gia Nhật Bản
Yuta Nakayama thi đấu cho đội tuyển bóng đá quốc gia Nhật Bản từ năm 2019.

## Thống kê sự nghiệp câu lạc bộ
Cập nhật đến ngày 23 tháng 2 năm 2018.
| 2015 | Kashiwa Reysol | J1 League | 1  | 0 | 0 | 0 | 1 | 0 | 2 | 0 | 4  | 0 |
| 2016 | Kashiwa Reysol | J1 League | 26 | 2 | 2 | 0 | 4 | 0 | – | – | 32 | 2 |
| 2017 | Kashiwa Reysol | J1 League | 30 | 1 | 4 | 0 | 4 | 0 | – | – | 38 | 1 |
| Tổng | Tổng           | Tổng      | 57 | 3 | 6 | 0 | 9 | 0 | 2 | 0 | 74 | 3 |

### Đội tuyển quốc gia
| Đội tuyển bóng đá Nhật Bản | Đội tuyển bóng đá Nhật Bản | Đội tuyển bóng đá Nhật Bản |
| Năm                        | Trận                       | Bàn                        |
| -------------------------- | -------------------------- | -------------------------- |
| 2019                       | 1                          | 0                          |
| 2020                       | 4                          | 0                          |
| 2021                       | 4                          | 0                          |
| 2022                       | 8                          | 0                          |
| 2023                       | 3                          | 0                          |
| 2024                       | 2                          | 0                          |
| Tổng cộng                  | 22                         | 0                          |

## Danh hiệu
Cá nhân
- Lính mới xuất sắc nhất năm của J. League: 2017